# Alouette à ongles courts
Certhilauda chuana
Espèce
Statut de conservation UICN

 LC  : Préoccupation mineure
L'Alouette à ongles courts (Certhilauda chuana) est une espèce de passereaux de la famille des Alaudidae.

## Répartition
Son aire fragmentée s'étend à travers le sud-est du Botswana et le Nord de l'Afrique du Sud.

## Systématique
Le nom valide complet (avec auteur) de ce taxon est Certhilauda chuana (A. Smith, 1836).
Certhilauda chuana a pour synonyme :
- Mirafra chuana chuana

### Étymologie
Son épithète spécifique se réfère au peuple tswana.